# Woldemar Brinkmann

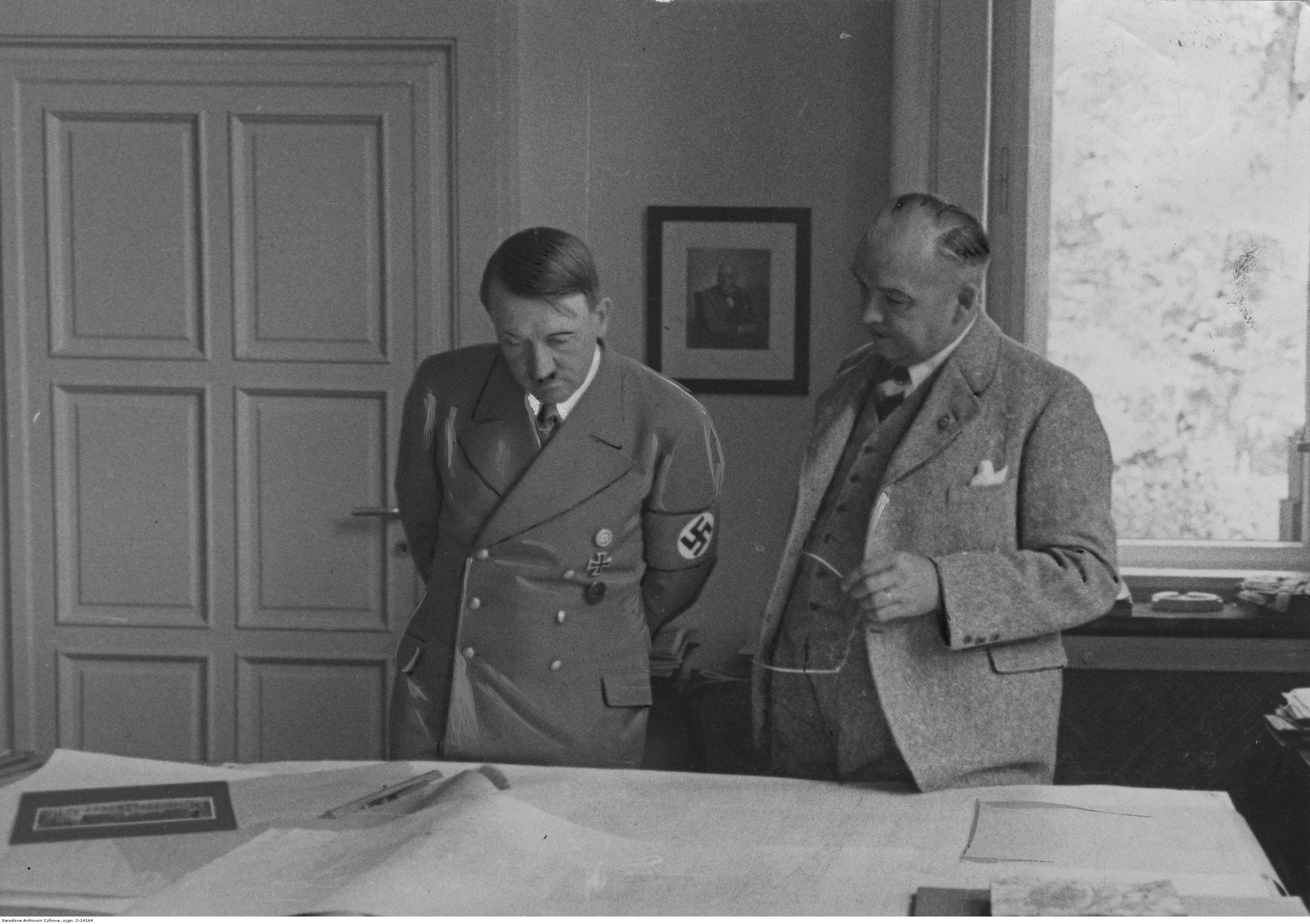
Adolf Hitler befasst sich mit der Arbeit von Professor Woldemar Brinkmann, 1940.

Woldemar Brinkmann (* 12. März 1890 in Hamburg; † 31. Dezember 1959 ebenda) war ein deutscher Architekt und Innenarchitekt.

## Leben
Brinkmann studierte an der Kunstgewerbeschule Hamburg (einer Vorgängerin der Hochschule für bildende Künste Hamburg) und war zudem Meisterschüler von Paul Ludwig Troost in München. Anfang der 1930er Jahre machte er sich selbständig.
Brinkmann spezialisierte sich auf Innenarchitektur und bekam mehrere Aufträge zur Innenausstattung von Schiffen, z. B. vom Norddeutschen Lloyd und von der Deutschen Arbeitsfront für die KdF-Schiffe Wilhelm Gustloff und Robert Ley. Brinkmann erhielt den Auftrag für die Innengestaltung des Deutschen Pavillons auf der Pariser Weltausstellung 1937, für den er mit dem Großen Preis ausgezeichnet wurde.
Im selben Jahr wurde Brinkmann zum Professor und im darauffolgenden Jahr zum Reichskultursenator ernannt. Basierend auf einem Entwurf von Adolf Hitler plante Brinkmann ein monumentales Opernhaus in München. Ebenfalls 1938 war Brinkmann mit der Gestaltung von Ausstellungshallen für die Internationale Automobil- und Motorradausstellung in Berlin und mit der Geschäftsführung der Ersten Großen Architekturausstellung in München beauftragt. Während des Zweiten Weltkriegs plante Brinkmann, der als „Künstler im Kriegseinsatz“ galt und auf der Gottbegnadeten-Liste von Joseph Goebbels aufgeführt war, weitere Staatsbauten in seinem Atelier in München. Nach dem Krieg zog er zurück in seine Heimatstadt Hamburg.